# 鳥取市立千代水小学校
鳥取市立千代水小学校（とっとりしりつ ちよみしょうがっこう）は、かつて鳥取県鳥取市秋里（当時）にあった公立小学校である。

## 概要
鳥取市安長544番地の東円寺の寄付により、本堂を学校として設置したのが始まりである。校区としていた6集落で最も大きな建物であることから選ばれたものと思われる。
その後、秋里字下八本松へ移転したが、この場所には松の大木が20本くらいあったといい、学校の前には賀露街道という鳥取市街地と賀露村を結ぶ道路が通っていた。また1889年（明治22年）に千代水村が発足すると、東隣に役場が置かれていた。
昭和初期に千代川を日本海へ直流させる改修工事が完了すると、河道が千代水村域の東側を貫くことになった。このため川の東岸となった生徒は、それまで田圃道を一直線に行けたのが、八千代橋（現在の県道318号）へ回り道する必要があった。
1960年（昭和35年）4月1日、鳥取市立中ノ郷小学校（旧）と統合し、鳥取市立城北小学校となった。

## 沿革
東円寺時代
- 1873年（明治6年）3月29日 - 東円寺の本堂を学校として設置。校区は徳吉村・安長村・秋里村・江津村・岩吉村・吉山村。
- 1875年（明治8年） - 4月頃から8月頃までは、第四大学区鳥取県管内第十六中学区高草郡安長村第一番小学安長校と称す。
- 1876年（明治9年） - 3月頃から11月頃までは、第四大学区鳥取県管内第十九中学区高草郡安長村第十九番小学安長小学と称す。
- 1878年（明治11年）4月8日 - 江津村636番地に江津分校建設許可。ただし夜学専用であり、昼間に通学できる者は本校に通ったとされる。
- 1879年（明治12年）7月16日 - 南隈村・晩稲村を賀露小学校区より分離し、当学校区に変更。
- 1880年（明治13年）7月2日 - 布達により、島根県因幡国高草郡安長村安長小学校と称す。

移転後
- 1884年（明治17年）3月18日 - 東円寺から秋里村字下八本松（廃校までの所在地）に改築移転。同時に江津分校を本校に合併。この日を開校記念日とする。
- 1887年（明治20年）
  - 1月31日 - 県令5号により、高草郡第三尋常小学区と改める。
  - 3月25日 - 布達第三号により、鳥取県高草郡第三尋常小学区安長尋常小学校。
  - 6月9日 - 秋里尋常小学校と改称。
- 1889年（明治22年）
  - 3月26日 - 県令三十五号により、鳥取県高草郡第六尋常小学区秋里尋常小学校と改める。
  - 10月1日 - 町村制施行により千代水村発足、所在地が千代水村大字秋里村となる。

千代水尋常小学校
- 1897年（明治29年）10月1日 - 郡制発布により、気高郡千代水村立千代水尋常小学校と改める。
- 1900年（明治33年） 4月1日 - 旧高草郡のうち、千代水村以外の17ヶ村が組合立高草高等小学校を松保村大字里仁に設置[3]。
- 1901年（明治34年）
  - 2月6日 - 鳥取県令第1号を以って小学校令施行細則発布。
  - 2月13日 - 小学校令施行手続きが定められ、公立千代水尋常小学校と称す。

千代水尋常高等小学校
- 1907年（明治40年）4月5日 - 高等科を併置し、公立千代水尋常高等小学校と改称。
- 1917年（大正6年）4月12日 - 実業補習学校を附設。
- 1926年（大正15年）7月1日 - 青年訓練所を附設。
- 1928年（昭和3年）5月28日 - 新校舎（4教室）1棟、講堂1棟を増築。
- 1935年（昭和10年）
  - 4月1日 - 青年学校令施行。
  - 7月10日 - 千代水実業補習学校を千代水村青年学校と改称して小学校に併置、同時に青年訓練所廃止。
- 1936年（昭和11年）2月14日 - 講堂を改築。附属建物30坪増築。旧校舎を改築し新校舎建築。

千代水国民学校
- 1941年（昭和16年）4月1日 - 国民学校令により千代水国民学校と改称。
- 1943年（昭和18年）
  - 9月10日 - 鳥取地震発生。校舎倒壊（当時の写真）。
  - 11月15日 - バラック式新校舎建築。
- 1944年（昭和19年）8月31日 - 千代水村青年学校を廃止し、大正村外三ヶ村学校組合立尚徳青年学校（大正村・湖山村・千代水村・松保村の組合立）を大正村大字古海に設置[4]。
- 1944年（昭和19年）から1945年（昭和20年）にかけて校舎は戦時中により軍属に転用される。

千代水村立千代水小学校
- 1947年（昭和22年）4月1日 - 学制改革により千代水村立千代水小学校と改称。
- 1950年（昭和25年）11月3日 - 新校舎竣工。

鳥取市立千代水小学校
- 1953年（昭和28年）7月1日 - 千代水村が鳥取市に編入され、鳥取市立千代水小学校となる。
- 1959年（昭和34年）3月18日 - 第75回開校記念日。記念式、記念事業挙行。
- 1960年（昭和35年）3月31日 - 閉校。

城北小学校千代水校舎
- 1960年（昭和35年）4月1日 - 千代水小学校276名、中ノ郷小学校272名を名目統合して鳥取市立雁金小学校と仮称する。授業は両小学校をそのまま使用し、田島（現・田園町）地内に場所を選定し新設する準備に着手。
- 1961年（昭和36年）
  - 3月13日 - 田園町四丁目324番地に3032坪の土地買収完了、併せて仮称雁金小学校を城北小学校と命名。
  - 6月末 - 城北小学校第一期工事完成。
- 1962年（昭和37年）
  - 5月末 - 城北小学校第二期工事完成。
  - 8月26日 - 移転作業完了、千代水校舎廃止。
  - 8月27日 - 新校舎で始業式。

（参考文献：）

## 校歌
いずれも鳥取大学教授で、作詞は川口義克が、作曲は小泉恵が担当した。

## 通学区域
旧千代水村域（安長・秋里・徳吉・江津・晩稲・南隈）を学区とし、城北小学校開校後も引き継がれた。その後、1968年（昭和43年）4月1日に徳吉が世紀小学校区、また晩稲・南隈が賀露小学校区に、1973年（昭和48年）4月1日に江津が浜坂小学校区に変更となった。

## 進学先中学校
- 鳥取市立湖東中学校

## 廃校後

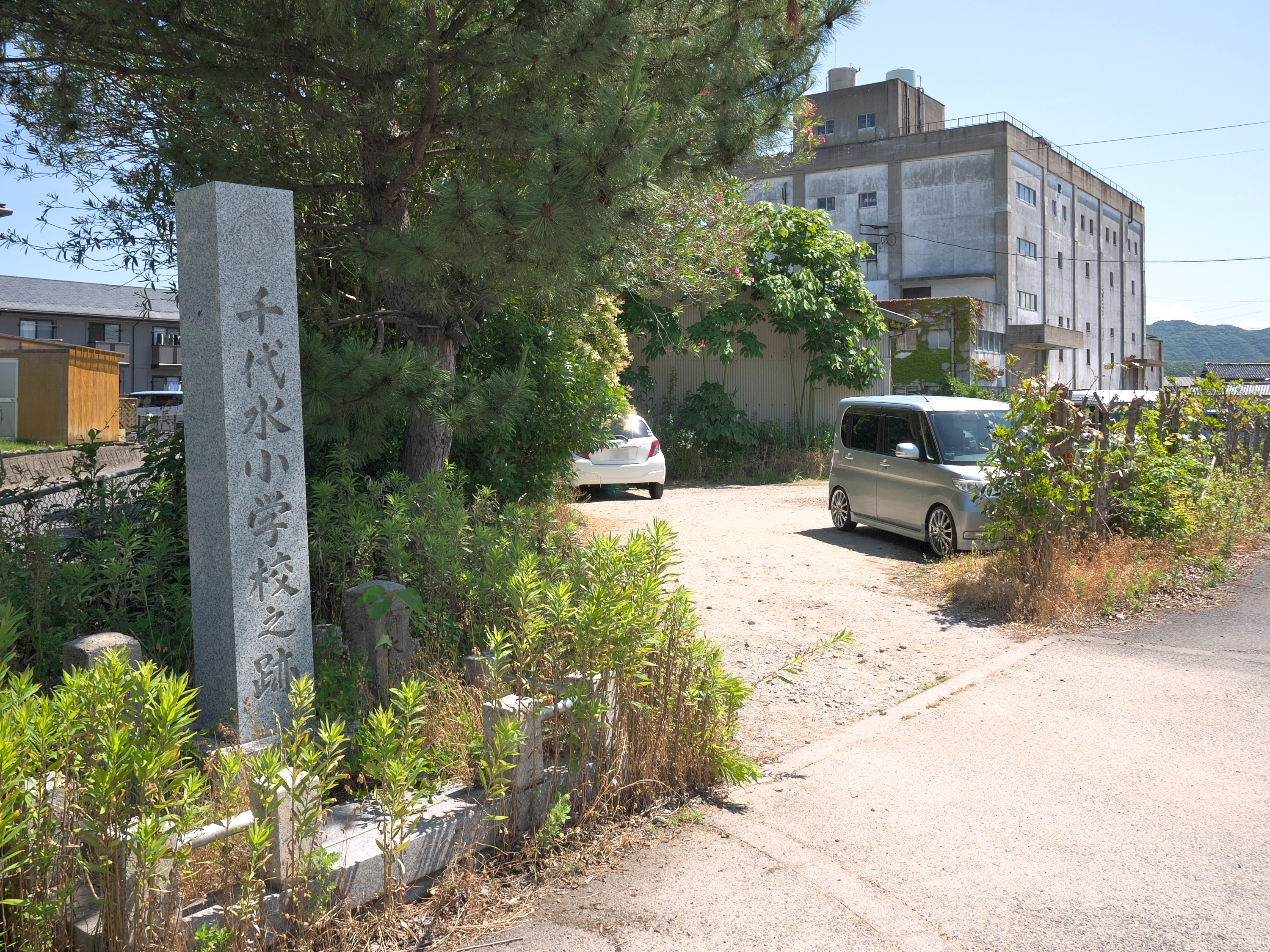
跡地は酒造会社となった

1963年（昭和38年）1月21日より日本事務用品工業株式会社（株式会社コクヨMVPの前身）の仮工場として11月に湖山に新工場が完成するまで使用、また4月より鳥取北高等学校の仮校舎として使用された。
校舎取り壊し後は君司酒造株式会社の敷地となった（2013年休造）。